# 范西屏
范西屏（1709年—1769年），名世勋，浙江海宁郭店人，清朝围棋棋手。

## 生平
幼年拜浙江当地著名俞长侯为师，13岁时至杭州拜见前辈大师徐星友，16岁随师游松江，屡胜当时名家而成名。时人之中仅有同乡施襄夏为其匹敌。乾隆四年，两人应平湖（又名当湖）张永年邀请，连续对弈十三局，现存棋谱十一局，史称“当湖十局”，为中国古代围棋代表作。
范一生以教棋为生，著有《桃花泉弈谱》、《二子谱》、《四子谱》。

## 評價
- 袁枚为其作墓志铭，称赞道：“西屏之于弈，可谓圣矣。”誉其为“棋圣”。
- 錢保塘：「昔抱樸子言，善圍棋者，世謂之棋聖。若兩先生者，真無愧棋聖之名。雖寥寥十局，妙絕千古。」
- 陈祖德：「范施的算路和杀力比起今人有过之而无不及。我认为，以范施棋的素质，在今天绝对是超一流棋手。」[1]
- 古力：「当湖十局的棋谱我还仔细的看过，古代的棋手计算力能够达到那种地步令人惊讶。而且由于古代围棋采用座子制还要还棋头，和现在的下法不太一样。但我觉得他们如果生活在现代的话，肯定也是超一流棋手。」[2]
- 李家慶：「我年輕的時候打這個譜，覺得不是人下的，神下的。」[3]